# Lei do passe
A Lei do Passe era uma lei vigente na África do Sul, antes do Massacre de Sharpeville. A lei, que obrigava os negros da África do Sul a portarem uma caderneta na qual estava escrito onde eles podiam ir, era um dos principais elementos do sistema de apartheid.

## História
Os primeiros passaportes internos na África do Sul foram introduzidos em 27 de junho de 1797 pelo Conde Macartney em uma tentativa de impedir que os nativos entrem na Colônia do Cabo.
A colônia do Cabo foi fundida com outros estados da região para formar a União da África do Sul em 1910, sob o Reino Unido. Por esta altura, as versões de leis de passagem existiam noutros locais. Um grande impulso para a sua utilização foi a ascensão do setor de mineração a partir da década de 1880: a aprovação de leis forneceu um meio conveniente de controlar a mobilidade dos trabalhadores e fazer cumprir os contratos.
Em 1896, a República Sul-Africana introduziu duas leis que exigiam que os africanos carregassem um distintivo de metal. Somente aqueles empregados por um mestre foram autorizados a permanecer no Rand. Aqueles que entravam num "distrito de trabalho" precisavam de um passe especial que lhes permitia permanecer por três dias.